# Graham Bonnet
Graham Bonnet (ur. 23 grudnia 1947 w Skegness, Lincolnshire) – brytyjski wokalista, autor tekstów i piosenek. Graham Bonnet znany jest przede wszystkim z występów zespole Rainbow, którego był członkiem w latach 1979–1980. Wraz z grupą nagrał, wydany w 1979 roku album Down to Earth, a także wylansował przeboje „Since You Been Gone” oraz „All Night Long”, oba wyróżnione srebrną płytą w Wielkiej Brytanii. Po podjętej w latach 70. solowej działalności artystycznej, zyskał popularność w Nowej Zelandii z albumami Graham Bonnet (1977) i No Bad Habits (1978). Wokalista cieszył się ponadto krótką popularnością w rodzimej Wielkiej Brytanii na początku lat 80. z singlem „Night Games”, który dotarł do 6. miejsca tamtejszej listy przebojów. Bonnet występował ponadto m.in. w takich zespołach jak: Michael Schenker Group, Southern Comfort, The Blue Sect, The Party Boys, Riot Squad, The Marbles, Alcatrazz, oraz Impellitteri.
Charakterystyczną cechą wizerunku muzyka pozostają kolorowe garnitury, okulary przeciwsłoneczne typu „pilotki” oraz przesadna ekspresja wokalna. 

## Wybrana dyskografia
- Graham Bonnet – Graham Bonnet (1977, Ring O'Records)[10]
- Graham Bonnet – No Bad Habits  (1978, Mercury Records)[11]
- Rainbow – Down To Earth (1979, Polydor Records)[12]
- Graham Bonnet – Line Up  (1981, Vertigo Records)[13]
- The Michael Schenker Group – Assault Attack (1982, Chrysalis Records)[14]
- Alcatrazz – No Parole From Rock 'N' Roll (1983, Polydor Records)[15]
- Alcatrazz – Disturbing The Peace (1985, Capitol Records)[16]
- Graham Bonnet – Here Comes The Night (1991, Polydor Records)[17]
- Graham Bonnet – Underground (1996, Samsung Music)[18]
- Graham Bonnet – The Day I Went Mad (2001, Escape Music)[19]
- Taz Taylor Band – Welcome To America (2006, Escape Music)[20]

## Filmografia
- „Three for All” (jako Kook, 1975, film fabularny, reżyseria: Martin Campbell)[21]
- „Heavy Metal: Louder Than Life” (jako on sam, 2006, film dokumentalny, reżyseria: Dick Carruthers)[22]
- „The Ritchie Blackmore Story” (jako on sam, 2015, film dokumentalny, reżyseria: Alan Ravenscroft)[23]